# Carollia castanea
Carollia castanea is een vleermuis uit het geslacht Carollia die voorkomt van Honduras tot Venezuela en Ecuador. Hoewel hij volgens de literatuur enkele malen in Suriname en Frans-Guyana is waargenomen zijn die allemaal gebaseerd op misidentificaties (zie Simmons & Voss, 1998:216) Volgens Hoffmann & Baker (2003) bestaat C. castanea waarschijnlijk uit meerdere soorten. Inmiddels zijn de meest zuidelijke populaties als een aparte soort, Carolli benkeithi, beschreven en de populaties tussen de verspreidingen van C. benkeithi en C. castanea als een onbeschreven soort herkend (Solari & Baker, 2006). De typelocatie is Angostura in Costa Rica. Er zijn geen synoniemen. C. castanea is een relatief kleine soort.
C. castanea eet waarschijnlijk voornamelijk fruit van het geslacht Piper, zodat hij nergens kan voorkomen waar niet genoeg Piper is.